# Гор, Артур, 5-й граф Арран
Артур Сондерс Уильям Чарльз Фокс Гор, 5-й граф Арран (англ. Arthur Saunders William Charles Fox Gore, 5th Earl of Arran; 6 января 1839 — 14 марта 1901) — англо-ирландский пэр и дипломат. Он носил титул учтивости — виконт Садли с 1839 по 1884 год.

## Происхождение и образование
Родился 6 января 1839 года в городе Бат, графство Сомерсет. Старший сын Филиппа Йорка Гора, 4-го графа Аррана (1801—1884), и Элизабет Марианны Нейпир (? — 1899), дочери генерала сэра Уильяма Фрэнсиса Патркиа Нейпира. Он получил образование в Итонском колледже, а затем поступил на дипломатическую службу.

## Карьера
Виконт Садли служил атташе в британских посольствах в Ганновере (1859), Штутгарте (1860), Лиссабоне (1861) и Париже (1863), а также занимал должности главного шерифа графства Донегол (1863—1864), специального комиссара под подоходному налогу (1865—1881) и комиссара таможни (1883—1884).
25 июня 1884 года после смерти своего отца Артур Гор унаследовал 5-го графа Аррана с Арранских островов в графстве Голуэй (Пэрство Ирландии), 5-го виконта Садди из замка Гор в графстве Мейо (Пэрство Ирландии), 5-го барона Сандерса из Дипса в графстве Уэксфорд (Пэрство Ирландии) и 7-го баронета Гора из Ньютаунгора в графстве Мейо. Однако, так как это было ирландское пэрство, оно не давало ему права на место в Палате лордов Великобритании.
7 ноября 1884 года для него был создан титул 1-го барона Садли из Касл-Гора (Пэрство Соединённого королевства), что дало ему и его потомкам автоматическое место в Палате лордов Великобритании.
Лорд Арран занимал пост лорда-лейтенанта графства Мейо (1889—1901) и был удостоен звания кавалера Ордена Святого Патрика 15 марта 1898 года.

## Личная жизнь
Лорд Арран был дважды женат. 21 февраля 1865 года он женился первым браком на достопочтенной Эдит Элизабет Генриетте Джоселин (10 февраля 1845 — 3 октября 1871), дочери Роберта Джоселина, виконта Джоселина, и леди Фрэнсис Элизабет Купер. У супругов было три дочери и сын:
- Леди Мейбл Фрэнсис Элизабет Гор (10 марта 1866 — 7 апреля 1956), в 1886 году она вышла замуж за Дэвида Огилви, 11-го графа Эйрли. У них шестеро детей.
- Леди Сисили Элис Гор (1867 — 5 февраля 1955). В 1887 году она вышла замуж за Джеймса Гаскойна-Сесила, 4-го маркиза Солсбери. У них четверо детей.
- Артур Гор, 6-й граф Арран (14 сентября 1868 — 19 декабря 1958), в 1902 году женился на Матильде Хюиссен ван Каттендейке. У них двое сыновей. В 1929 году он женился вторым браком на Лилиан Квик.
- Леди Эстер Джорджиана Кэролайн Гор (1870 — 11 октября 1955). В 1894 году она вышла замуж за Фредерика Смита, 2-го виконта Хэмблдена. У них пятеро детей.

Через двадцать лет после смерти своей первой жены лорд Арран снова женился 29 июля 1889 года в Королевской часовне Камберленд-Лодж, Виндзорский парк, Беркшир, на Уинифред Эллен Рейли ( — 12 ноября 1921), дочери Джона Рейли и достопочтенной Огасты Суджен, вдове достопочтенного Джона Монтегю Стопфорда. У супругов была одна дочь:
- Леди Уинифред Хелен Леттис Гор (11 августа 1891 — 6 декабря 1958).

Лорд Арран умер в своем доме в Мейфэре 14 марта 1901 года в возрасте 62 лет. Он был похоронен 19 марта 1901 года на Виндзорском кладбище, Виндзор, графство Беркшир, Англия. Его титулы унаследовал его единственный сын Артур.